# Gonzalo Castro Randón
Gonzalo Castro Randón (Wuppertal, 11 de junho de 1987) é um ex-futebolista alemão de origem espanhola que atuava como meia e volante. Atualmente está aposentado.
Em maio de 2015 foi contratado pelo Borussia Dortmund por quatro temporadas.

## Títulos
Borussia Dortmund
- Copa da Alemanha: 2016-17